# 小行星4569
小行星4569（4569 Baerbel）是一颗绕太阳运转的小行星，为主小行星带小行星。该小行星于1985年4月15日发现。

## 轨道参数
小行星4569的轨道半长轴为2.5843513 UA，离心率为0.064。